# Abaza (nume)
Abaza este numele unei familie de nobili ruși de origine moldovenească.
În timpul campaniei de la Prut (1711) întemeietorul acestei dinastii a fost conducătorul unui detașament de voluntari, care a luptat de partea lui Dimitrie Cantemir.
După eșecul campaniei, Abaza a emigrat în Rusia.
Din familia Abaza au ieșit următorii oameni de stat și fruntași ai vieții publice:
- Alexandru Abaza (1821-1895) - ministru de finanțe al Rusiei în anii 1880-1881
- Alexei Abaza (1853- ?)- contraamiral al flotei rusești
- Vasilii Abaza - general maior și istoric, autorul cărților de largă circulație:  "Istoria Rusiei pentru elevi" (1885), "Istoria Rusiei pentru popor" (1886)
- Constantin Abaza (1841- ?) - scriitor și pedagog
- Nicolae (Nikolai) Abaza (1837 -1901) - senator, membru al Consiliului de Stat al Rusiei.